# دختران آفتاب (مجموعه تلویزیونی)
دختران آفتاب (ترکی استانبولی: Güneşin Kızları) یک مجموعه تلویزیونی ترکیه ایی با بازی امره کینای، اوریم آلاسیا، تولگا ساریتاش، بورجو اوزبرک، هانده ارچل و برک آتان است. پخش این مجموعه از ۱۸ ژوئن ۲۰۱۵ از کانال د آغاز و در ۱۹ مارس ۲۰۱۶ به پایان رسید.

## داستان
گونش یک زن سی‌و‌پنج ساله و معلم ادبیات است و همراه دختران دوقلویش نازلی و سلین که هفده ساله و دختر کوچکش پری که پانزده ساله است در ازمیر زندگی میکند. همسر گونش ظفر سال‌ها پیش او و دخترانش را ترک کرده است. آن‌ها در ازمیر زندگی آرامی دارند. تا این که یک روز گونش با مردی بنام هالوگ مرت‌اوغلو آشنا می‌شود
هالوگ و گونش در زمان کوتاهی عاشق هم می‌شوند. هالوک از گونش درخواست ازدواج می‌کند، گونش با این درخواست موافق است اما نازلی با این ازدواج مخالفت می‌کند او به هالوک حس خوبی ندارد و از اون خوشش نمیاد برعکس سلین با این ازدواج موافق است او این ازدواج را فرصت خوبی هم برای خودش و هم برای مادرش میداند، پری هم با ازدواج مادرش مخالفتی ندارد او به تصمیم مادرش احترام می‌گذارد. گونش و دخترانش وارد خانواده مرت‌اوغلو می‌شوند اما...

## بازیگران
| بازیگر               | نقش                                                                            |
| -------------------- | ------------------------------------------------------------------------------ |
| امره کینای           | هالوک مرت‌اوغلو همسر گونش و همسر سابق سویلای پدر سلین و نازلی                   |
| اوریم آلاسیا         | گونش همسر هالوک و همسر سابق ظفر مادر نازلی و سلین و پری                        |
| تولگا ساریتاش        | علی مرت‌اوغلو همسر سلین و پسر سویلای                                            |
| هانده ارچل           | سلین ییلماز/مرت اغلو همسر علی دختر هالوک و گونش،خواهر دوقلوی نازلی و خواهر پری |
| بورجو اوزبرک         | نازلی ییلماز دختر گونش و هالوک عاشق ساواش،خواهر سلین و پری                     |
| برک آتان             | ساواش مرت‌اوغلو فرزند خوانده رعنا،عاشق نازلی،دوست پسر سابق ملیسا                |
| میرای آکای           | پری ییلماز دختر گونش و ظفر خواهر سلین و نازلی                                  |
| دیلان چیچک دنیز      | الیف جاسوس پدر اصلی علی که عاشق علی میشود                                      |
| Meltem Gülenç        | رعنا مرت‌اغلو خواهر هالوک و مادر خوانده ساواش                                   |
| Funda Hanlhan        | سویلای همسر سابق هالوک که هنوز عاشق هالوک است و مادر علی                       |
| Teoman Kumbaracibaşi | احمد مرت‌اوغلوبرادر هالوک و همسر اینجی او در جوانی عاشق گونش بوده               |
| Süreyya Güzel        | اینجی مرت‌اوغلو همسر احمد                                                       |
| ایرم حلواجی اوغلو    | توچه دوست علی و عاشق امره                                                      |
| Ege Kökenli          | ملیسا معشوقه سابق ساواش                                                        |
| Sarp Can Köroğlu     | امره دوست علی که عاشق سلین میشود                                               |
| Kanat Hepari         | مرت برادر ملیسا                                                                |
| Sarper Arda          | جان برادر توچه و عاشق پری                                                      |
| Ali Pınar            | ظفر ییلماز پدر پری و همسر سابق گونش                                            |